# Oknica (Naddniestrze)
Oknica (rum. Ocnița, ros. Окница) – wieś o spornej przynależności państwowej (de iure Mołdawia, de facto Naddniestrze), w rejonie Kamionka, na historycznym Podolu.
W czasach I Rzeczypospolitej wieś leżała w województwie bracławskim w prowincji małopolskiej Korony Królestwa Polskiego. W 1789 była prywatną wsią, należącą do Lubomirskich. Odpadła od Polski w wyniku II rozbioru.
W Oknicy urodziła się Aurelia Wyleżyńska (1881-1944), pisarka, filolożka, tłumaczka, emancypantka i pamiętnikarka.